# José Urea Pulido
José Urea Pulido (Jaén, 6 de juliol de 1967), va ser un ciclista espanyol que fou professional del 1988 al 1992.

## Palmarès
- 1989
  - Vencedor d'una etapa a la Volta a Portugal
- 1998
  - 1r a la Volta a Lleida
  - 1r a la Santikutz Klasika
- 1999
  - 2n a la Volta a Navarra

### Resultats al Tour de França
- 1990. 89è de la classificació general

### Resultats al Giro d'Itàlia
- 1991. 55è de la classificació general
- 1992. 78è de la classificació general

### Resultats a la Volta a Espanya
- 1989. 107è de la classificació general
- 1992. 90è de la classificació general